# Enquin-lez-Guinegatte
Enquin-lez-Guinegatte ist eine französische Gemeinde mit 1.600 Einwohnern (Stand: 1. Januar 2022). Sie gehört zur Region Hauts-de-France, zum Département Nord, zum Arrondissement Saint-Omer und zum Kanton Fruges. 
Zum 1. Januar 2017 wurden Enquin-les-Mines und Enguinegatte zur neuen Gemeinde (commune nouvelle) Enquin-lez-Guinegatte vereinigt.

## Geographie
Enquin-lez-Guinegatte liegt etwa 16 Kilometer südlich von Saint-Omer und grenzt an Thérouanne im Nordwesten und Norden, Mametz im Nordosten, Blessy und Estrée-Blanche im Osten, Ligny-lès-Aire im Südosten, Febvin-Palfart und Fléchin im Süden, Erny-Saint-Julien im Südwesten sowie Delettes im Westen und Nordwesten.

## Gliederung
| Ortsteil                              | ehemaliger INSEE-Code | Fläche (km²) | Einwohnerzahl (2016) |
| ------------------------------------- | --------------------- | ------------ | -------------------- |
| Enguinegatte                          | 62294                 | 08,92        | 0456                 |
| Enquin-les-Mines (Verwaltungssitz)000 | 62295                 | 11,10        | 1163                 |

## Sehenswürdigkeiten
- Kirche von Flechinelle
- Kirche von Enquin
- Kirche von Serny
- Reste des Gutshofs des Tempelritterordens

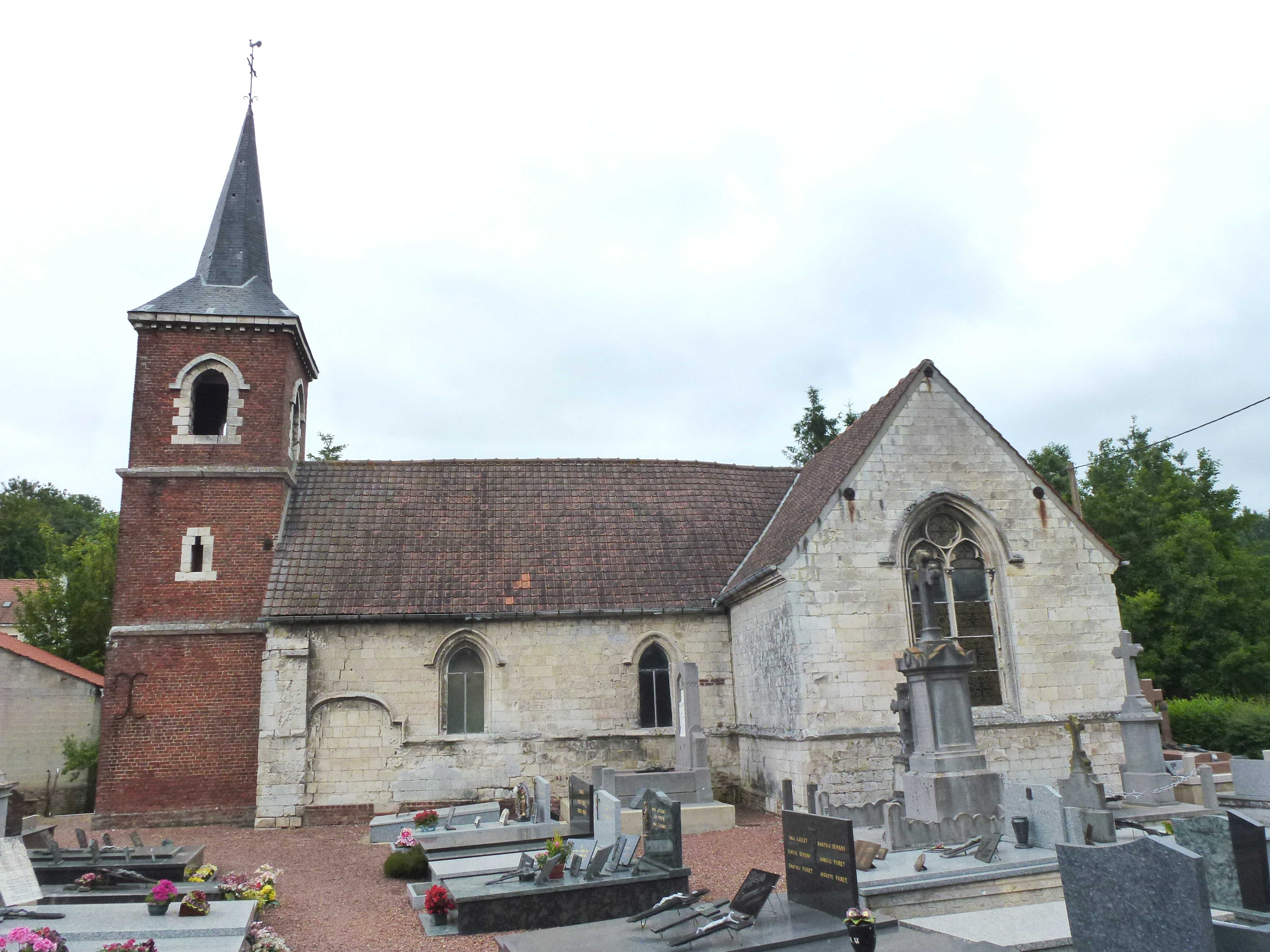
Kirche von Flechinelle
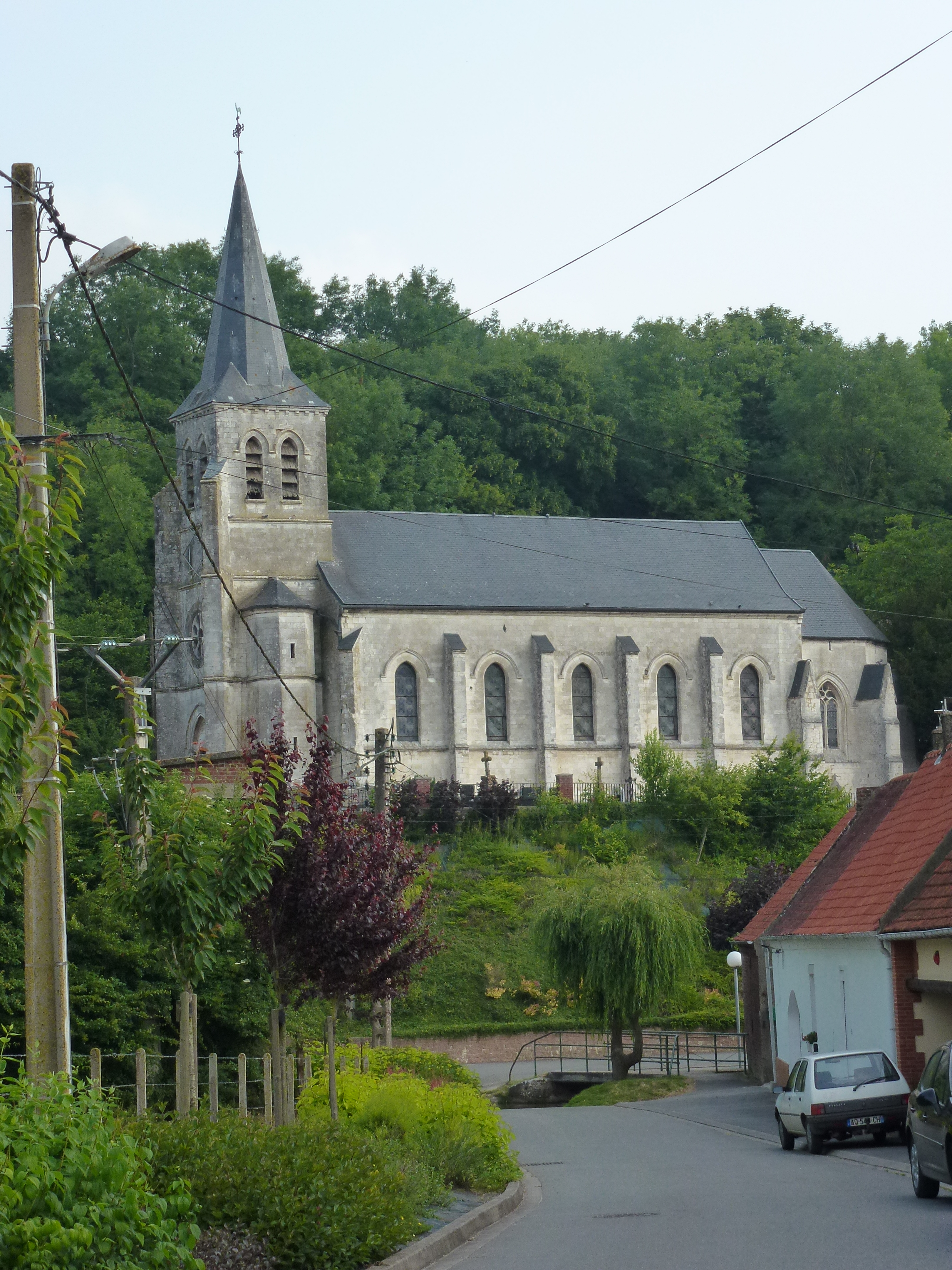
Kirche von Enquin
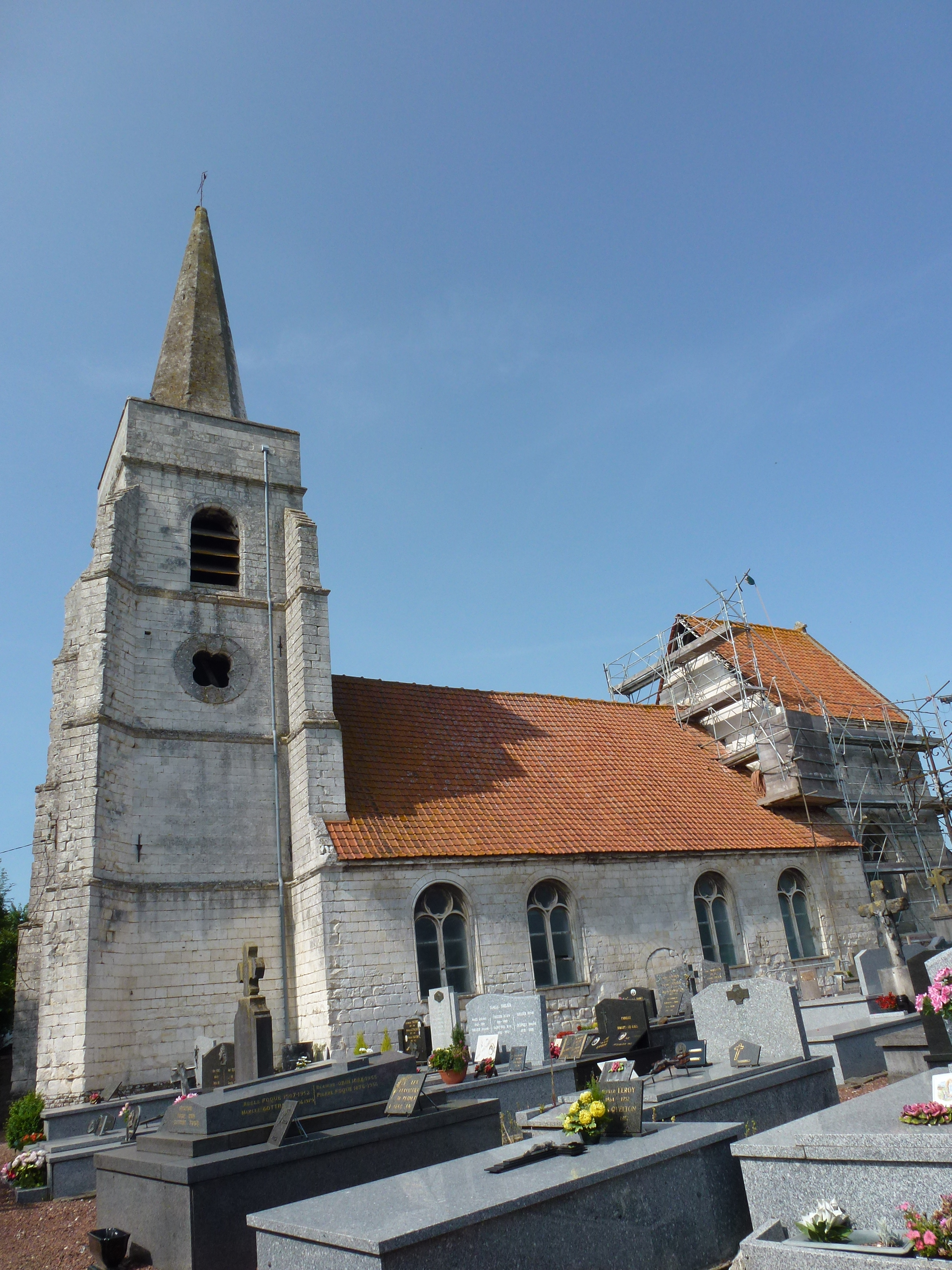
Kirche von Serny
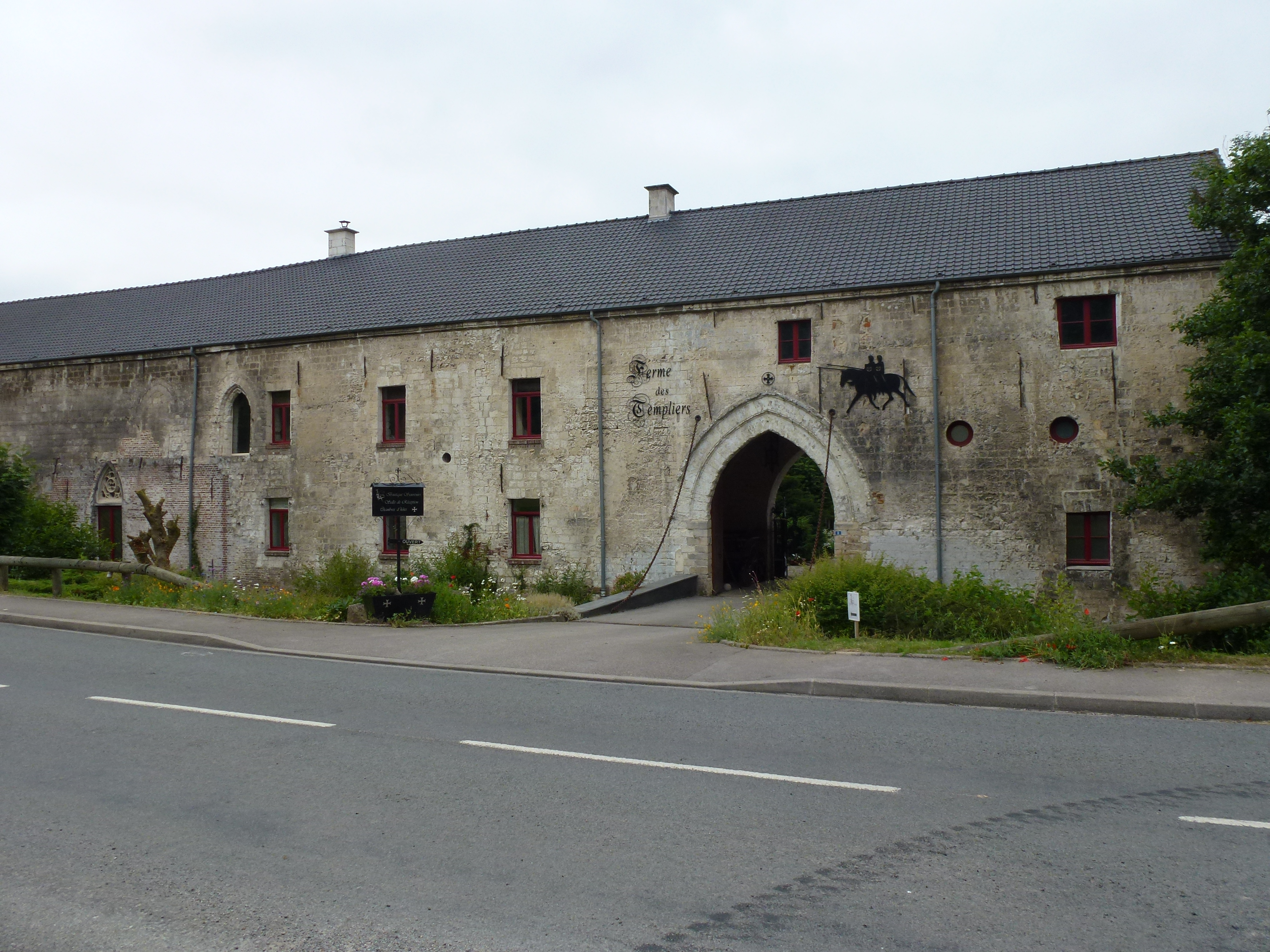
Gutshof des Tempelritterordens